# Молаццана
Молаццана (итал. Molazzana) — коммуна в Италии, располагается в регионе Тоскана, в провинции Лукка.
Население составляет 1187 человек (2008 г.), плотность населения составляет 38 чел./км². Занимает площадь 31 км². Почтовый индекс — 55020. Телефонный код — 0583.
Покровителем коммуны почитается святой апостол Варфоломей, празднование 24 августа.

## Демография
Динамика населения:

## Администрация коммуны
- Официальный сайт: